# Cythere (crustacé)
Genre
Cythere est un genre de crustacés ostracodes.

## Espèces
- Cythere amnicola
- Cythere aurantia
- Cythere berchoni
- Cythere canadensis
- Cythere complexa
- Cythere contorta
- Cythere dasyderma
- Cythere hanaii
- Cythere inopinata
- Cythere lutea
- Cythere nopporoensis
- Cythere sanrikuensis
- Cythere schornikovi
- Cythere sulcifera
- Cythere valentinei

noms en synonymie
- Cythere (Cythereis) = Cythereis Jones, 1849
- †Cythere (Cytherideis) = Cytherideis Jones, 1856
- Cythere elegans Mueller, 1894 = Callistocythere elegans (Mueller, 1894)